# Palle Sørensen (fodboldspiller)
 Der er flere personer med dette navn, se Palle Sørensen.
Palle Sørensen (født 4. april 1972) er en tidligere dansk fodboldspiller og formand for fagforeningen Spillerforeningen.
Han bor i dag i Odder

## Karriere
Han har i alt spillet 249 superliga-kampe for tre klubber fra 1991 til 2004.

### AGF
Allerede som 13-årig skiftede Palle Sørensen fra barndomsklubben Odder IGF og 20 km nordpå til Fredensvang og AGF. Her spillede han i tre år som ungdomsspiller, inden han som 16-årig fik sin første kontrakt med AGF. I sine godt ti år i AGF nåede han han vinde ét Junior-DM og 2 pokalfinaler og spille 110 kampe i Superligaen.

### Viborg FF
Sørensen kom til Viborg FF i sommeren 1996 fra Aarhus Fremad, hvor han nåede én pokalkamp siden skiftet fra AGF til det videre skifte til Viborg FF..

### AB
Tekst mangler, hjælp os med at skrive teksten

## International karriere
I perioden 1988 til 1993 spillede han 29 kampe for to forskellige ungdomslandshold. Det højeste Sørensen har været med DBU's landshold, var da han i 2001 blev udtaget til Ligalandsholdet og opnåede to uofficielle landskampe.

## Spillerforeningen
Da Søren Colding skiftede til tysk fodbold i 2002, blev Palle Sørensen hans afløser som formand for LO-fagforeningen Spillerforeningen. Her virkede han indtil 2005, hvor han blev direktør i håndboldklubben SK Aarhus. Peter Møller afløste ham på formandsposten.